# تیغ‌پشت حشره‌خوار دم‌دراز میجر
تیغ‌پشت حشره‌خوار دم‌دراز میجر(نام علمی: Microgale majori) نام یک گونه از سرده ریزراسویی‌ها است.